# Gare de Pont-de-Bois
Gare de Pont-de-Bois vasútállomás Franciaországban, Villeneuve-d’Ascq településen.

## Vasútvonalak
Az állomást az alábbi vasútvonalak érintik:
- Fives-Baisieux-vasútvonal

## Kapcsolódó állomások
A vasútállomáshoz az alábbi állomások vannak a legközelebb:
- Gare d’Hellemmes
- Gare d’Annappes